# 永井照雄

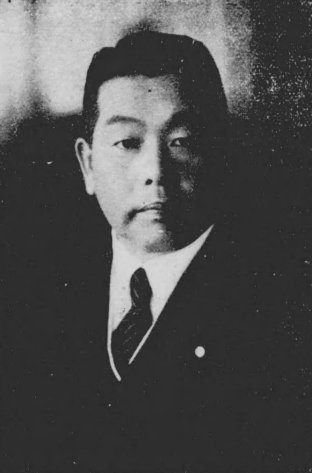
永井照雄

永井 照雄（ながい てるお、1888年（明治21年）8月29日 - 1942年（昭和17年）1月4日）は、朝鮮総督府官僚。

## 経歴
広島県豊田郡吉名村（現在の竹原市）出身。1917年（大正6年）に鹿児島高等農林学校を卒業し、朝鮮総督府営林廠に勤務した。1923年（大正12年）、京都帝国大学経済学部を卒業し、朝鮮総督府属となる。1925年（大正14年）に高等試験行政科に合格。咸鏡北道学務課長、同視学官、慶尚南道地方課長、同産業課長などを歴任した。1932年（昭和7年）、木浦府尹に就任し、1933年（昭和8年）に仁川府尹に転じた。在任中の1941年（昭和16年）12月20日に仁川神社で行われた戦捷奉告祭に風邪で40度の高熱がありながら参加、帰宅後に急性肺炎を併発、1942年（昭和17年）1月4日に死去、53歳。